# 莫里森冰川
莫里森冰川（英語：Morrison Glacier），是南極洲的冰川，位於葛拉漢地的弗因海岸，全長6公里，流經阿特利冰川和伊登冰川，最終注入卡比納特灣，現時由南極條約體系管理。